# Ciconiphilus quadripustulatus
Ciconiphilus quadripustulatus är en insektsart som först beskrevs av Hermann Burmeister 1838.  Ciconiphilus quadripustulatus ingår i släktet Ciconiphilus, och familjen spolätare. Arten är reproducerande i Sverige.